# Eschborn-Frankfurt 2024
De 61e editie van de Duitse wielerwedstrijd Eschborn-Frankfurt vond, traditiegetrouw, plaats op de Dag van de Arbeid, 1 mei.
Winnaar van de editie in 2023 was de Deen Søren Kragh Andersen. Zijn opvolger werd de Belg Maxim Van Gils die in de sprint om de zege onder andere de Spanjaard Alex Aranburu (2e) en de Amerikaan Riley Sheehan (3e) achter zich hield. Kobe Goossens was de enige andere Belg in de top-10. Frank van den Broek, die in de week voorafgaand aan deze wedstrijd het eindklassement van de Ronde van Turkije won, was met een twintigste plaats de beste Nederlander in Frankfurt.
De wedstrijd was 201.5 kilometer lang en werd, de naam verraadt het al, verreden tussen Eschborn en Frankfurt am Main.

## Uitslag
| Plaats  | Naam                 | Ploeg                     | tijd     |
| ------- | -------------------- | ------------------------- | -------- |
| Winnaar | Maxim Van Gils       | Lotto-Dstny               | 4u46'48" |
| 2       | Alex Aranburu        | Movistar Team             | z.t.     |
| 3       | Riley Sheehan        | Israel-Premier Tech       | z.t.     |
| 4       | Lukas Nerurkar       | EF Education-EasyPost     | z.t.     |
| 5       | Roger Adrià          | BORA-hansgrohe            | z.t.     |
| 6       | Kobe Goossens        | Intermarché-Wanty         | z.t.     |
| 7       | Kevin Vermaerke      | Team DSM-Firmenich PostNL | z.t.     |
| 8       | Søren Kragh Andersen | Alpecin-Deceuninck        | z.t.     |
| 9       | Marc Hirschi         | UAE Team Emirates         | z.t.     |
| 10      | Markus Hoelgaard     | Uno-X Mobility            | z.t.     |

Tour Down Under ·
Great Ocean Road Race ·
Ronde van de Verenigde Arabische Emiraten ·
Omloop Het Nieuwsblad ·
Strade Bianche ·
Parijs-Nice · 
Tirreno-Adriatico · 
Milaan-San Remo ·
Ronde van Catalonië ·
Classic Brugge-De Panne ·
E3 Saxo Classic ·
Gent-Wevelgem ·
Dwars door Vlaanderen ·
Ronde van Vlaanderen ·
Ronde van het Baskenland ·
Parijs-Roubaix ·
Amstel Gold Race ·
Waalse Pijl ·
Luik-Bastenaken-Luik ·
Ronde van Romandië ·
Eschborn-Frankfurt ·
Ronde van Italië ·
Critérium du Dauphiné ·
Ronde van Zwitserland ·
Ronde van Frankrijk ·
Clásica San Sebastián ·
Ronde van Polen ·
Bretagne Classic ·
BEMER Cyclassics ·
Renewi Tour ·
Ronde van Spanje ·
GP van Quebec ·
GP van Montreal ·
Ronde van Lombardije ·
Ronde van Guangxi